# Igor' Zelenskij
Igor' Anatol'evič Zelenskij, in russo Игорь Анатольевич Зеленский? (Labinsk, 13 luglio 1969), è un ballerino russo.

## Biografia
È stato primo ballerino al Balletto Mariinskij dal 1991 al 2013. Diplomatosi alla Scuola di balletto di Tbilisi nella classe di Vachtang Čabukiani, studiò poi all'Accademia A. Vaganova (classe di Oleg Sokolov). Ballerino principale per cinque anni al New York City Ballet ha un grande repertorio che comprende il ruolo di Romeo in Romeo e Giulietta di Prokoviev e quello di Siegfried ne Il lago dei cigni. Ha danzato in tutto il mondo, e in particolare al Royal Ballet di Londra, al Teatro alla Scala di Milano, alla Bayerische Staatsoper di Monaco di Baviera e al New York City Ballet.